# Nya Guineakompaniet

Neuguinea-Compagniets flagga

Nya Guineakompaniet (tyska Deutsche Neu-Guinea Compagnie) var ett tyskt handelskompani grundad 1884 som ägde och förvaltade stora områden i Nya Guinea och Bismarckarkipelagen innan dessa 1899 övertogs av Kejsardömet Tyskland och då gjordes till officiell koloni.

## Företaget
Neuguinea-Compagnie grundades 1884 i Berlin av bankmannen Adolph von Hansemann. Målet var att förvärva koloniala områden i västra Stilla havet med tyngdpunkt på Nya Guinea, Bismarckarkipelagen och Salomonöarna. Man skulle säkra tyska intressen i området efter att Storbritannien annekterat delar av östra Nya Guinea från Queensland i Australien.
Den 17 maj 1885 erhöll Neuguinea-Compagniet förvaltningsrätten över befintliga områden av den tyske kejsaren och den 15 december 1886 utökades förvaltningsrätten med Bougainville och ytterligare områden bland Salomonöarna.
Handeln byggde på odlingsprodukter som tobak, bomull, tropiska kryddor och träd och framför allt kopra.
Under sitt förvaltningsmandat präglade kompaniet från 1894 lokala mynt och gav från 1885 ut en lokal tidning "Nachrichten für und über Kaiser Wilhelms-Land".

## Historia
Efter grundandet etablerades den 5 november 1885 ett huvudkontor i Finschhafen i Morobeprovinsen på Nya Guinea.
Förvaltningen flyttade 1891 till Friedrich-Wilhelmshafen (nuvarande Madang) i  Madangprovinsen.
Den 7 oktober 1898 återköpte Kejsardömet Tyskland förvaltningsrätten över hela området som 1899 blev till en koloni. Förvaltningen flyttades då till Herbertshöhe (nuvarande Kokopo) och Madangs betydelse minskade.
Senare införlivades även mindre lokala bolag som "D.H & P.G." (Deutsche Handels und Plantagen Gesellschaft) och "Hernsheim und Comp." i bolaget.
Handelsbolaget fortsatte sin verksamhet och hade kring 1900 över 1 000 lokala arbetare och ägde 1904 cirka 138 778 hektar mark fördelad på cirka 92 046 hektar i på Nya Guinea och cirka 46 732 hektar i Bismarckarkipelagen.
Verksamheten upphörde i och med första världskriget då området 1914 föll under australiensisk kontroll.